# George Dreyfus
George Dreyfus (født 22. juli 1928 i Wuppertal, Tyskland) er en tyskfødt australsk komponist og fagotist. 
Dreyfus emigrerede med sin familie grundet Nazismens indtog i Tyskland til Australien, nærmere Melbourne, i 1939. 
Dreyfus studerede fagot og klaver i sin ungdom, og slog senere over i kompositions studier.
Spillede fra 1953 i Melbourne Symphony orchestra. Selvom han startede sin kompositions karriere 
i 1956 blev han først seriøs omkring dette, da han forlod symfoniorkestret i 60´erne.
Dreyfus har komponeret fire symfonier, operaer, musik for didgeridoo og filmmusik.

## Udvalgte værker
- Symfoni nr. 1 (1967) - for orkester
- Symfoni nr. 2 (1977) - for orkester
- Symfoni nr. 3 (2011) - for orkester
- Symfoni "Tysk bamse" (1984) - for mandolinorkester
- "Symfoni Koncertante" (1978) - for fagot, violin, bratsch, cello og strygerorkester
- Trio  (19?) - for fløjte, klarinet og fagot
- Musik for didgeridoo (1971) - for didgeridoo og blæseinstrumenter
- Overtagelsen (1970-1997) – opera
- Rathenau (1993) – opera
- Søstrene Marx (1996) – opera
- Et damplokomotiv passerer (1974) – filmmusik
- Haste (1974) – filmmusik
- Dimboola (1979) – filmmusik
- Frynse beboere (1986) – filmmusik